# فاطمة بنت ربيعة التغلبية
فاطمة بنت ربيعة التغلبية هي أخت عدي بن ربيعة (المهلهل) وكليب بن ربيعة زعيمي تغلب في الجاهلية قبل وأثناء حرب البسوس.

## نسبها
فاطمة بنت ربيعة بن الحارث بن زهير بن جشم بن بكر بن حبيب بن عمرو بن غنم بن تغلب بن وائل بن قاسط بن هنب بن أفصى بن دعمي بن جديلة بن أسد بن ربيعة بن نزار بن معد بن عدنان.

## حياتها
عاصرت مقتل كليب وطلبها حجر بن الحارث الكندي وتزوجها وأنجبت له ملك الشعراء امرأ القيس.